# The Lego Movie 2: The Second Part
The Lego Movie 2: The Second Part (bra: Uma Aventura LEGO 2; prt: O Filme Lego 2) é um filme animado de 2019, produzido pelo estúdio Animal Logic e distribuído pela Warner Bros. Pictures. É a continuação de Uma Aventura LEGO e o quarto filme da franquia, após o lançamento de dois spin-offs, The Lego Batman Movie e The Lego Ninjago Movie.
O filme é dirigido por Mike Mitchell, com Phil Lord e Christopher Miller retornando como produtores e escritores; direção de animação é por Trisha Gum. Apresenta Chris Pratt , Elizabeth Banks, Will Arnett, Charlie Day, Alison Brie, Nick Offerman e Will Ferrell reprisando seus papéis do filme anterior, juntamente com novas adições ao elenco, incluindo Tiffany Haddish, Stephanie Beatriz e Maya Rudolph.
Foi lançado nos Estados Unidos e no Reino Unido em 8 de fevereiro de 2019, nos formatos 2D, 3D, RealD 3D, Dolby Cinema, IMAX e IMAX 3D. O filme recebeu críticas positivas, que elogiaram seu humor, roteiro, animação e dublagem, embora alguns tenham dito que não era tão "novo" quanto o primeiro filme.

## Enredo
Cinco anos após os eventos do filme anterior, a irmã mais nova de Finn, Bianca, começou a levar alguns dos conjuntos LEGO do irmão para brincar com os próprios conjuntos. Metaforicamente, no universo LEGO, os alienígenas Duplo transformaram Blocópolis em um deserto pós-apocalíptico ao estilo Mad Max chamado Apocalipsópolis e continuaram a invadir periodicamente, o que por sua vez amadureceu a maioria dos cidadãos. Emmet continua otimista e quer se mudar para uma casa dos sonhos com Lucy, mas está preocupado com as visões de um possível "Armamagedon".
A líder do exército Duplo, General Caos Legal, chega em Apocalipsópolis e avisa que a rainha Tuduki Eukiser'Ser, do Sistema Manar, quer se casar com Batman. Caos sequestra Batman, Lucy, Benny, Barba de Ferro e Unigata, levando-os ao sistema Manar. Batman é levado para Tuduki e eventualmente concorda em se casar com ela, enquanto os outros são colocados em ambientes projetados para tentá-los, mas apenas Lucy resiste.
Enquanto isso, Emmet converte sua casa em uma nave espacial para dar prosseguimento. No caminho, ele é salvo de colidir com um campo de asteroides pelo aventureiro Rex Perigoso. Enquanto viajam para o sistema Manar, Emmet começa a absorver vários maneirismos de Rex e espera impressionar Lucy com sua atitude. Os dois escapam das forças de Tuduki e se juntam a Lucy. Rex cria um plano para resgatar os amigos de Emmet: Lucy deve desligar a música pop e Emmet deve destruir o templo onde o casamento está prestes a ocorrer. Enquanto Lucy luta contra Caos para chegar à música, ela descobre que o Sistema Manar nunca pretendeu ser antagônico em relação a Apocalipsópolis, mas buscavam a paz entre eles e simplesmente falharam em comunicar isso. Lucy percebe que Rex está enganando Emmet e tenta impedi-lo de destruir o templo, mas falha quando Emmet é influenciado por Rex. O templo é destruído e cria um buraco no universo LEGO, e Tuduki avisa que o Armamagedon chegou.
No mundo real, o ato de destruir o templo é representado por Finn destruindo furiosamente as criações LEGO de Bianca. Ao ouvi-los brigar, a mãe os ordena a guardar os brinquedos LEGO, sendo este evento o Armamagedon. Emmet tenta pará-los, mas é interrompido por Rex, que revela que ele é uma versão madura de Emmet do futuro. Depois de ter sido esquecido por anos debaixo da secadora de roupas após bater no campo de asteroides, ele voltou no tempo com a intenção de causar o Armamagedon como vingança. Rex manda Emmet para baixo da secadora para continuar existindo, mas Lucy reúne os outros para escapar da caixa de peças (trazendo-os de volta para o mundo LEGO), e resgata Emmet. Emmet e Lucy dominam Rex e destroem sua máquina do tempo.
Tuduki e Batman finalmente se casam, representados por Finn e Bianca se reconciliando e concordando em brincar juntos novamente. Sua mãe devolve seus brinquedos LEGO, evitando o Armamagedon. O universo LEGO é transformado em uma mistura de Blocópolis e o Sistema Manar. A casa dos sonhos de Emmet é reconstruída e ele descobre que Lucy foi uma das artistas de "Everything Is Awesome", enquanto ofega em choque.